# Gjon Pantalia
Gjon Pantalia SJ (ur. 2 czerwca 1887 w Prizrenie, zm. 31 października 1947 w Szkodrze) – albański jezuita, ofiara prześladowań komunistycznych.

## Życiorys
Uczył się początkowo w rodzinnej miejscowości, a następnie w Szkodrze. Pracował jako dostawca towarów na miejscowym bazarze, zanim w 1906 wstąpił do zakonu jezuitów. Nowicjat odbywał w Soresinie, we Włoszech. Po powrocie do kraju pracował jako nauczyciel w szkole podstawowej, dyrektor wydawnictwa, kompozytor, a także kierownik chóru. Aresztowany w październiku 1946 i osadzony w niewielkiej celi w klasztorze św. Franciszka w Gjuhadolu, gdzie był torturowany przez funkcjonariuszy Departamentu Obrony Ludu. W czasie próby ucieczki połamał obie nogi. Umarł in odium fidei w więzieniu w Szkodrze. W 2002 rozpoczął się proces beatyfikacyjny Pantalii. 9 listopada 2016 został pośmiertnie odznaczony przez prezydenta Albanii Bujara Nishaniego orderem Urdhri i Flamurit Kombëtar (Sztandar Narodu).